# Péninsule de Rydberg
La péninsule de Rydberg est une péninsule de la côte d'Antarctique occidental, au sud-ouest de la terre de Palmer. Elle s'avance dans la mer de Bellingshausen et marque la limite entre la côte de Bryan à l'ouest et la côte d'English à l'est. Elle a été baptisée en l'honneur du capitaine Sven Rydberg, de la marine américaine.